# Greatest Hits (Tupac Shakur)
| Recensione                    | Giudizio |
| ----------------------------- | -------- |
| AllMusic                      | [ 13 ]   |
| Entertainment Weekly          | A−       |
| Rolling Stone                 | [ 15 ]   |
| The Rolling Stone Album Guide | [ 16 ]   |
| Robert Christgau              | ★        |
| Los Angeles Times             | [ 18 ]   |

Greatest Hits è una compilation del rapper statunitense Tupac Shakur, pubblicata postuma il 24 novembre 1998 dalla Death Row Records e Amaru Entertainment.
Tra i più grandi successi commerciali dell'artista: il 5 marzo 1999 il doppio album ha venduto 5 milioni di copie certificate dalla RIAA e il 23 giugno 2011 ottiene il disco di platino certificato dalla RIAA per le 10 milioni di copie vendute.
Questa raccolta è divisa in 2 dischi e contiene 21 tra le più famose canzoni del rapper più 4 inediti: God Bless the Dead, Unconditional Love, Troublesome 96 e Changes; Changes ed Unconditional Love uscirono come singoli estratti per promuovere il disco. Ha venduto 4 milioni di copie negli Stati Uniti d'America.
Il brano Me against the World è stato inserito all'interno della colonna sonora del film Bad Boys.

## Tracce
Disco 1
1. Keep Ya Head Up – 4:22
2. 2 of Amerikaz Most Wanted (feat. Snoop Doggy Dogg) – 4:07
3. Temptations – 5:00
4. God Bless the Dead (feat. Stretch) – 4:22
5. Hail Mary (feat. Outlawz & Prince Ital Joe) – 5:12
6. Me Against the World (feat. Dramacydal & Puff Johnson) – 4:39
7. How Do U Want It (feat. K-Ci & JoJo) – 4:48
8. So Many Tears – 3:58
9. Unconditional Love – 3:59
10. Trapped – 4:44
11. Life Goes On – 5:01
12. Hit 'Em Up (feat. Outlawz) – 5:12

Disco 2
1. Troublesome '96 – 4:36
2. Brenda's Got a Baby (feat. Dave Hollister & Roniece) – 3:53
3. I Ain't Mad at Cha (feat. Danny Boy) – 4:53
4. I Get Around (feat. Digital Underground) – 4:19
5. Changes (feat. Talent) – 4:29
6. California Love (feat. Dr. Dre & Roger Troutman) – 4:45
7. Picture Me Rollin (feat. Danny Boy, CPO & Big Syke) – 5:14
8. How Long Will They Mourn Me? (Thug Life feat. Nate Dogg) – 3:52
9. Toss It Up (feat. K-Ci & JoJo, Danny Boy & Aaron Hall) – 4:42
10. Dear Mama – 4:40
11. All Bout U (feat. Nate Dogg, Snoop Doggy Dogg, Hussein Fatal, Yaki Kadafi & Dru Down) – 4:36
12. To Live & Die in L.A. (feat. Val Young) – 4:32
13. Heartz of Men – 4:43

## Classifiche

### Classifiche settimanali
| Classifica (1999-22) | Posizione massima |
| -------------------- | ----------------- |
| Australia            | 11                |
| Austria              | 15                |
| Belgio (Fiandre)     | 3                 |
| Belgio (Vallonia)    | 30                |
| Canada               | 36                |
| Finlandia            | 10                |
| Germania             | 9                 |
| Norvegia             | 10                |
| Nuova Zelanda        | 19                |
| Paesi Bassi          | 1                 |
| Regno Unito          | 17                |
| Stati Uniti          | 3                 |
| Svezia               | 40                |
| Svizzera             | 13                |

### Classifiche di fine anno
| Classifica (1999) | Posizione |
| ----------------- | --------- |
| Australia         | 72        |
| Belgio (Fiandre)  | 26        |
| Germania          | 41        |
| Paesi Bassi       | 26        |
| Regno Unito       | 79        |
| Classifica (2015) | Posizione |
| Stati Uniti       | 148       |
| Classifica (2016) | Posizione |
| Stati Uniti       | 121       |
| Classifica (2017) | Posizione |
| Stati Uniti       | 78        |
| Classifica (2018) | Posizione |
| Stati Uniti       | 168       |
| Classifica (2019) | Posizione |
| Stati Uniti       | 89        |
| Classifica (2020) | Posizione |
| Stati Uniti       | 88        |
| Classifica (2021) | Posizione |
| Stati Uniti       | 81        |
| Classifica (2022) | Posizione |
| Stati Uniti       | 61        |
| Classifica (2023) | Posizione |
| Stati Uniti       | 64        |